# Ligyra antica
Ligyra antica är en tvåvingeart som först beskrevs av Walker 1871.  Ligyra antica ingår i släktet Ligyra och familjen svävflugor.
Artens utbredningsområde är Sudan. Inga underarter finns listade i Catalogue of Life.